# Oggau am Neusiedler See
Oggau am Neusiedler See (węg. Oka, burg.-chor. Cokula) – gmina targowa (Marktgemeinde) w Austrii, w kraju związkowym Burgenland, w powiecie Eisenstadt-Umgebung. Według Austriackiego Urzędu Statystycznego liczyła 1,79 tys. mieszkańców (1 stycznia 2014).